# 1992 WK9
1992 WK9 är en asteroid i huvudbältet som upptäcktes den 16 november 1992 av de båda japanska astronomerna Seiji Ueda och Hiroshi Kaneda i Kushiro.
Asteroiden har en diameter på ungefär 9 kilometer.